# Pueblo Ferrer
Pueblo Ferrer ist eine Ortschaft in Uruguay.

## Geographie
Pueblo Ferrer befindet sich auf dem Gebiet des Departamento Florida in dessen Sektor 7. Die umgebenden Ansiedlungen sind Capilla del Sauce im Westen und Estación Capilla del Sauce im Nordwesten. Während das Gebiet südlich des Ortes als Cuchilla del Rosario bezeichnet wird, erstreckt sich nördlich die Cuchilla Illescas.

## Infrastruktur
Durch den Ort führt ein zur in der Nähe verlaufenden Ruta 41 führender Weg.

## Einwohner
Bei der Volkszählung des Jahres 2011 hatte Pueblo Ferrer drei Einwohner, davon zwei männliche und eine weibliche. Mit einer beim Census 2004 festgestellten Einwohnerzahl von acht (Stand 2004) war Pueblo Ferrer seinerzeit diesbezüglich der kleinste Ort des Departamentos Florida. Für die vorhergehenden Volkszählungen der Jahre 1963, 1975, 1985 und 1996 sind beim Instituto Nacional de Estadística de Uruguay keine Daten erfasst worden.
| Jahr | Einwohner |
| ---- | --------- |
| 1963 | -         |
| 1975 | -         |
| 1985 | -         |
| 1996 | -         |
| 2004 | 8         |
| 2011 | 3         |

Quelle: Instituto Nacional de Estadística de Uruguay